# Хайнрих I фон Тьоринг
Хайнрих I фон Тьоринг (на немски: Heinrich I von Törring; † сл. 13 февруари 1207) е благородник от фамилията „Тьоринг“ в район Траунщайн в Бавария.

## Произход
Той е син на Удалшалк фон Тьоринг († сл. 1160). Брат е на Викпото I фон Тьоринг († 1183).
Фамилията фон Тьоринг е спомената за пръв път в документи през 1120/1130 г. и живее от 13 век в дворец Щайн ан дер Траун, днес част от Траунройт. От 1270 г. резиденцията е в замък Тьоринг, споменат като „castrum Torringa“. Замъкът е разрушен през 1421/1422 г. по време на кнфликт на Каспер фон Тьоринг през войната на Георг III от Графството Хаг срещу баварския херцог Хайнрих XVI.

## Фамилия
Хайнрих I фон Тьоринг има един син:
- Хайнрих II фон Тьоринг († сл. 1239), женен пр. 1216 г. за Ита фон Гутрат († сл. 1242), дъщеря на Куно фон Гутрат, бургграф на Верфен; родители на
  - Фридрих I фон Тьоринг 'Стари' († 16 октомври 1279), бургграф на Титимонинг, женен I. пр. 1257 г. за Елизабет фон Тегернбах, II. пр. 1270 г. за София